# Katnal1
Katnal1 é um gene humano que está sendo estudado para produzir um possível anticoncepcional masculino. De acordo com pesquisadores da Escócia e sua publicação na revista científica PLoS Genetics o gene é fundamental para a formação de esperma em sua fase final.